# Ingenieur-Nachrichten
Ingenieur-Nachrichten: Zeitschrift für Wirtschaft, Wissenschaft und Technik ist eine Fachzeitschrift mit den Themenschwerpunkten Wissenschaft, Forschung, Bildung und Technik.

## Inhalt
Ein Titelthema wird in jedem Heft ausführlich behandelt. Auf jeweils zwei Seiten präsentieren sich der Verein der Ingenieure und Techniker in Thüringen e.V. (VITT), der Verein der Ingenieure, Techniker und Wirtschaftler in Sachsen e.V. (VITW) und der Verein der Ingenieure und Wirtschaftler in Mecklenburg-Vorpommern e.V. (VIW-MV). Des Weiteren besteht die Zeitschrift aus einer Seite „Jugend-Power“ und einer Seite „Technik-Geschichte“. Die Zeitschrift erscheint mit sechs Ausgaben pro Jahr ununterbrochen seit 1992.
Die Zeitung gliedert sich in sieben redaktionelle Themenbereiche:
- Titelthema
- Informationen
- Forschung und Bildung
- Messeinformationen
- Jugendpower
- Technikgeschichte
- Informationen der Vereine

Ingenieur-Nachrichten wird vom Desotron Verlag publiziert, Herausgeber ist der Verein der Ingenieure und Techniker in Thüringen e.V. Die Zeitung ist im Abonnement erhältlich. Mitglieder des Vereins der Ingenieure und Techniker in Thüringen e.V. (VITT), des Vereins der Ingenieure, Techniker und Wirtschaftler in Sachsen e.V. (VITW) und des Vereins der Ingenieure und Wirtschaftler in Mecklenburg-Vorpommern e.V. (VIW-MV) erhalten Ingenieur-Nachrichten im Rahmen ihrer Vereins-Mitgliedschaft.